# Tunel pod Sajdakiem
Tunel pod Sajdakiem – tunel kolejowy pod górą Sajdak (586 m n.p.m.) w Górach Wałbrzyskich, między miejscowościami Jedlina-Zdrój i Głuszyca, na linii kolejowej nr 286 z Wałbrzycha do Kłodzka.

## Opis

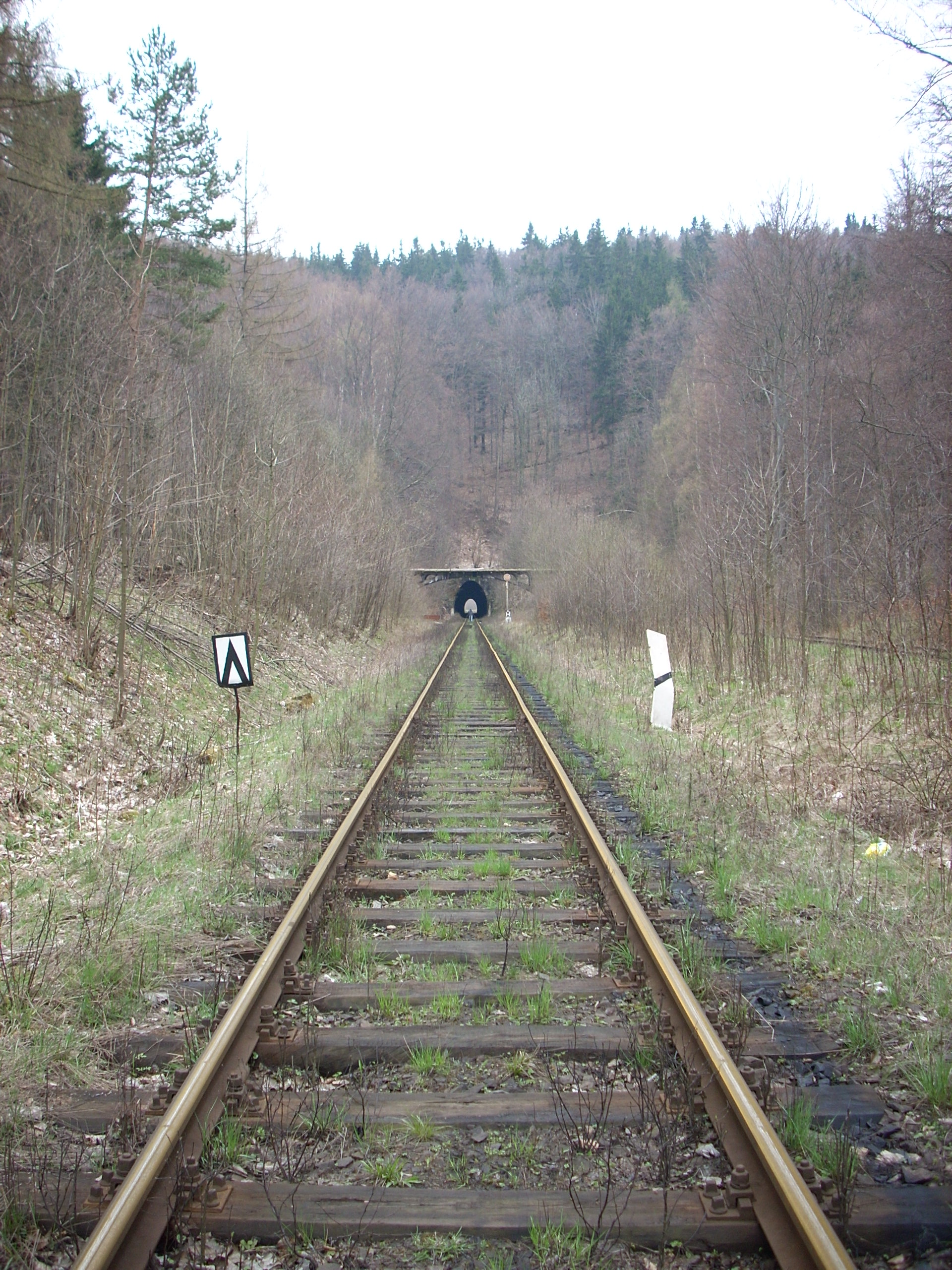
Wlot do tunelu pod Sajdakiem od strony Jedliny-Zdroju

Tunele pod Sajdakiem – są to dwa równoległe tunele kolejowe, jednotorowe, proste, stopowe, wydrążone pod Sajdakiem (586 m n.p.m.). Pierwszy tunel (tunele drążono jednocześnie z dwóch stron na zbicie), o długości 380 m, wydrążono w latach 1876–1879. Drugi równoległy, wydrążono w latach 1909–1910. Wlot tuneli położony jest na wysokości około 500 m n.p.m., a wylot na poziomie około 505 m n.p.m. Spadek tuneli w kierunku południowo-wschodnim wynosi około 1,35 promila. Maksymalna głębokość tuneli wynosi około 65 m. Tunele wykonano w obudowie murowej z bloczków kamiennych i cegły klinkierowej. Portale wlotów do tunelu wykończono w obudowie kamiennej z klińców. Kształt tuneli eliptyczny, szerokość około 5,0 m, wysokość około 6,0 m. W ociosach tuneli wykonano wnęki ucieczkowe i rewizyjne układu odwadniania tuneli.

## Historia
Decydujący wpływ na budowę tunelu miała wojna francusko-pruska, która pokazała, jak ważną rolę odgrywała wówczas kolej. Po zakończeniu wrócono do pierwotnych koncepcji budowy linii kolejowej Wałbrzych-Kłodzko, jednego z odcinków Śląskiej Kolei Górskiej. Jedną z wielu przeszkód na trasie, była góra Sajdak w Rybnickim Grzbiecie. W celu jej przekroczenia zdecydowano wydrążyć jednotorowy tunel o długości 380 m w obudowie murowej. Pierwsze prace rozpoczęto latem 1876 roku i trwały do 1879 roku. Pod koniec XIX wieku postanowiono wybudować drugi równoległy tor, do budowy którego przystąpiono w 1909 roku. Tunel został oddany do ruchu w 1912 roku.
W tym samym okresie na jednotorowej trasie wykonywano jednocześnie, trzy tunele: pierwszy pod Wołowcem, drugi pod zboczem Sajdaka, a trzeci w Świerkach pod Świerkową Kopą.